# 谢沃
谢沃（法語：Siévoz，法語發音：[sjevo]）是法国伊泽尔省的一个市镇，属于格勒诺布尔区。

## 地理
谢沃（44°54'12"N, 5°50'15"E）面积7.37 平方千米，位于法国奥弗涅-罗讷-阿尔卑斯大区伊泽尔省，该省份为法国东南部内陆省份，北起顺时针与安省、萨瓦省、上阿尔卑斯省、德龙省、阿尔代什省、卢瓦尔省和罗讷省。
与谢沃接壤的市镇（或旧市镇、城区）包括：南特昂拉捷、拉蒂耶地区奥里、博蒙地区圣洛朗、瓦尔博奈、拉瓦莱特。
谢沃的时区为UTC+01:00、UTC+02:00（夏令时）。

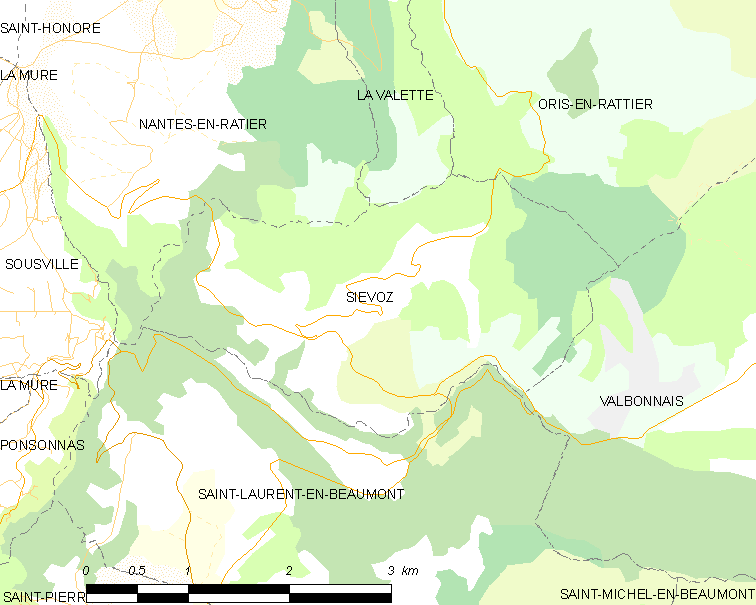
谢沃的OSM定位图

## 行政
谢沃的邮政编码为38350，INSEE市镇编码为38489。

## 政治
谢沃所属的省级选区为马泰西讷-特列沃县。

## 人口

1962-2008年间谢沃人口变化图示

谢沃于2022年1月1日时的人口数量为134人。